# Trachyspermum arabiae-felicis
Trachyspermum arabiae-felicis är en flockblommig växtart som beskrevs av C.C.Towns. Trachyspermum arabiae-felicis ingår i släktet ajowaner, och familjen flockblommiga växter. Inga underarter finns listade i Catalogue of Life.